# Mauritacantha
Mauritacantha är ett släkte av mångfotingar. Mauritacantha ingår i ordningen banddubbelfotingar, klassen dubbelfotingar, fylumet leddjur och riket djur.
Kladogram enligt Catalogue of Life:
| Mauritacantha | \| \| Mauritacantha fimbriata \| \| \| \| \| \| Mauritacantha lawrencei \| \| \| \| \| \| Mauritacantha montana \| \| \| \| |
|               | \| \| Mauritacantha fimbriata \| \| \| \| \| \| Mauritacantha lawrencei \| \| \| \| \| \| Mauritacantha montana \| \| \| \| |
|               | Mauritacantha fimbriata |
|               | |
|               | Mauritacantha lawrencei |
|               | |
|               | Mauritacantha montana |
|               | |